# Asthenosoma
Genre
Asthenosoma est un genre d’oursins (échinodermes) réguliers tropicaux de la famille des Echinothuriidae, caractérisés par leurs couleurs particulièrement vives, leurs piquants modifiés et leur venimosité.

## Description
Ce sont de grands oursins réguliers, de silhouette arrondie, légèrement aplatis dorsalement (avec un renflement central) et souvent très colorés. Ils sont pourvus de deux types de piquants (« radioles ») bien différents : l'ensemble de la coquille (« test ») est recouvert de radioles de défense, courtes, fines et extrêmement pointues, et recouvertes de glandes à venin globulaires et translucides qui font penser à des perles enfilées plus ou moins colorées ; le second type de radioles servent à la locomotion : elles sont longues, non pointues, de couleurs claires et légèrement incurvées, et forment une sorte de couronne sur la face orale (inférieure) de l'animal. Le test (coquille) de ces oursins peut dépasser 20 cm ; il est fin et légèrement mou, ce qui vaut à ces espèces l'appellation d'« oursins-cuir » (en grec ancien asthenos signifie « sans force » et soma « corps »).

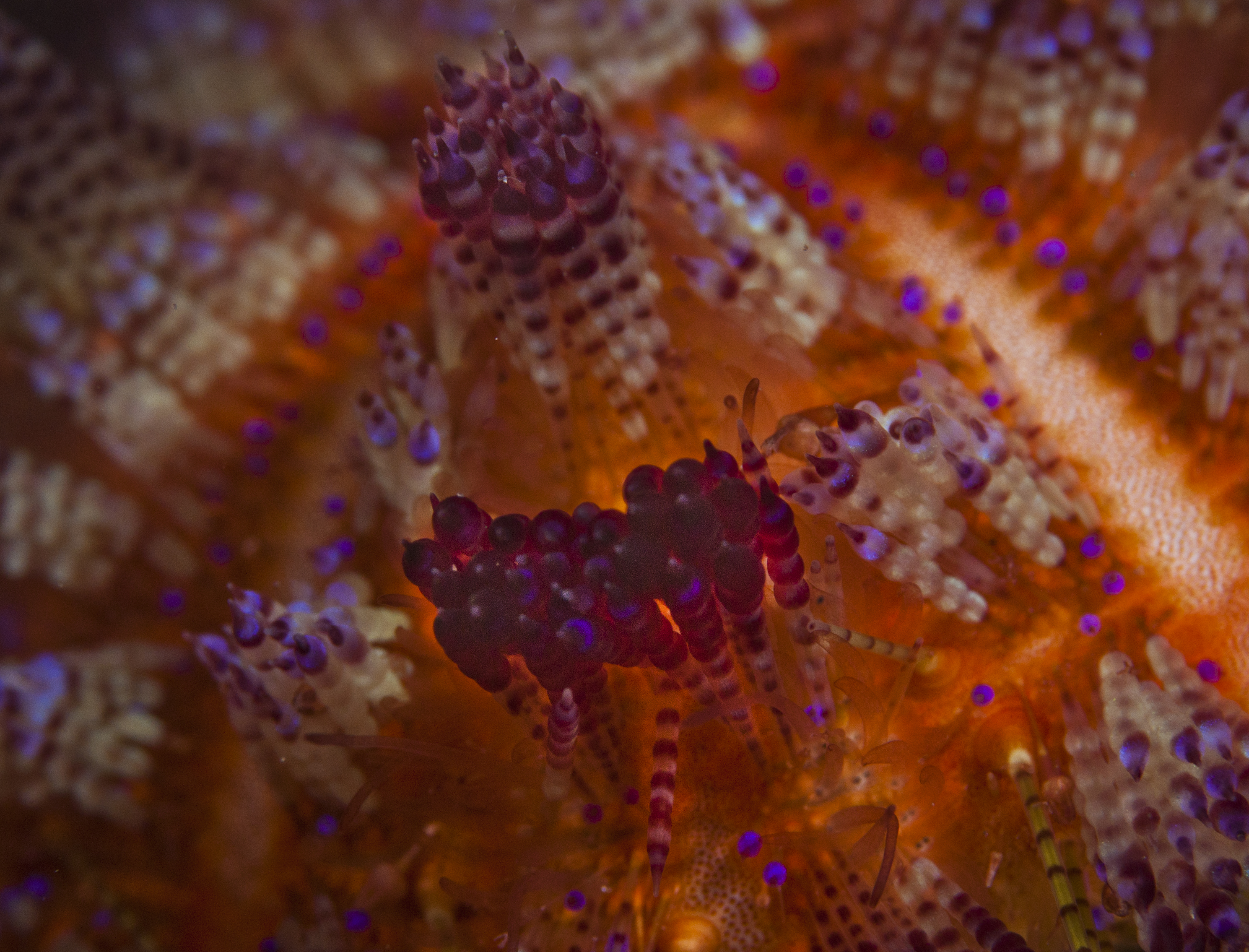
Gros plan sur les capsules de venin entourant les piquants d'un oursin de feu.
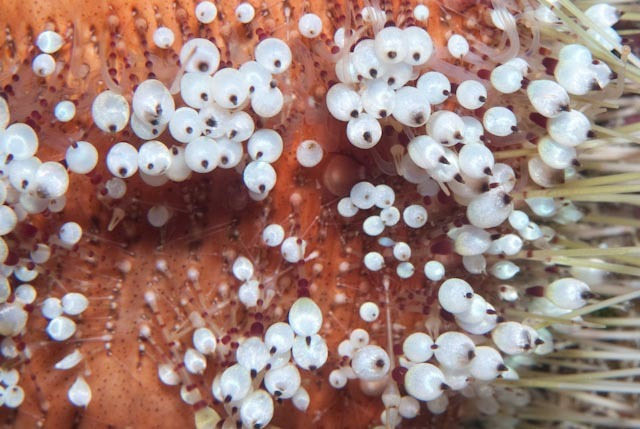
Même cliché avec l'oursin de feu de mer Rouge, légèrement différent.

Ces oursins ne doivent pas être confondus avec ceux du genre Salmacis. Ces derniers sont plus sphériques, ont les piquants plus courts et lisses. D'autres confusions fréquentes incluent les genres Tripneustes (où les « boules » ne sont pas sur des piquants) et Astropyga (qui n'a pas de boules mais simplement des piquants souvent annelés).

## Liste des espèces
Selon World Register of Marine Species (2 janvier 2024) :

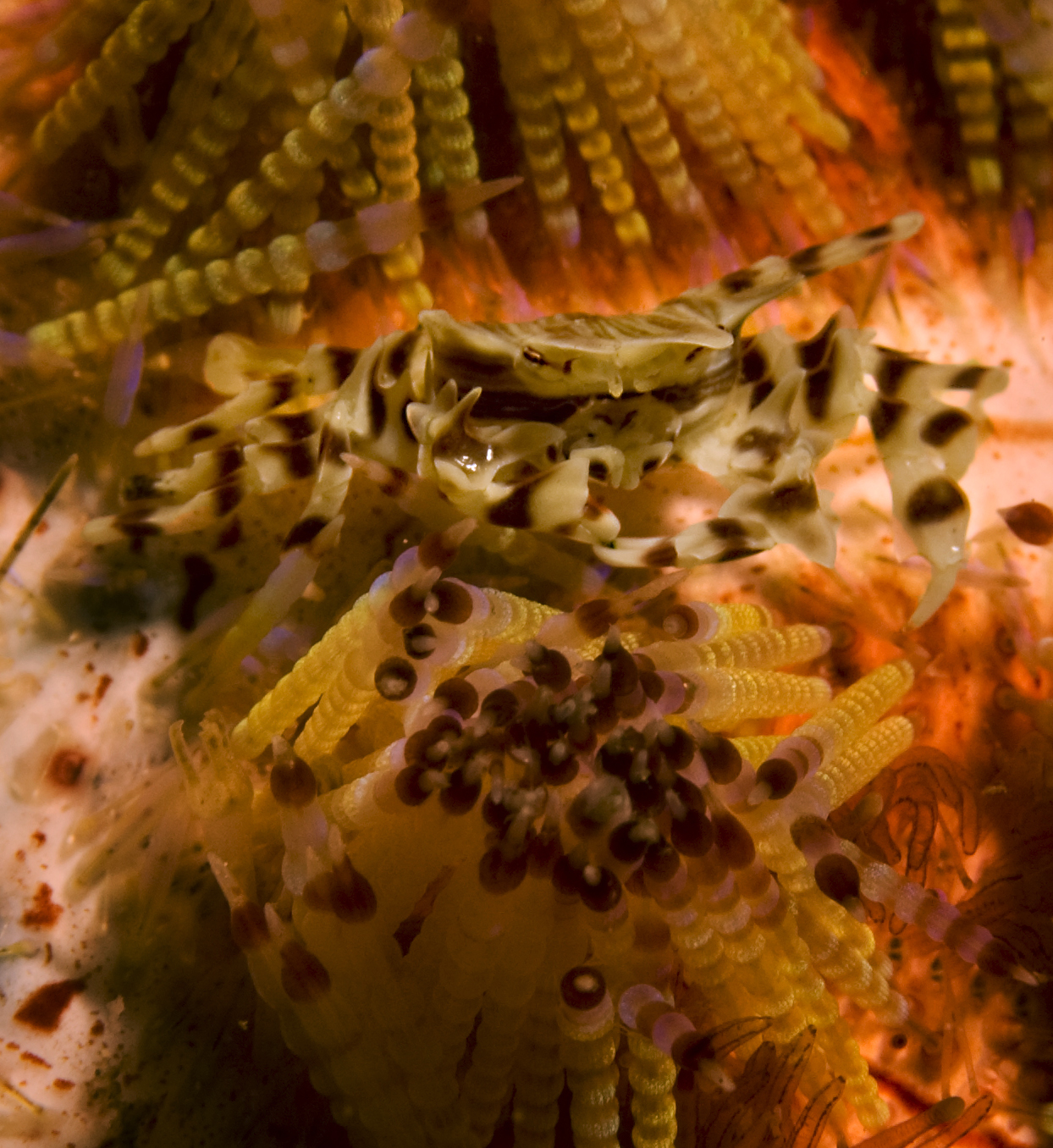
Un crabe-zèbre symbiotique entre les piquants d'un oursin de feu.

- Asthenosoma dilatatum Mortensen, 1934 -- Philippines et peut-être région malaise (~40 m)
- Asthenosoma ijimai Yoshiwara, 1897 -- Pacifique ouest du Japon aux Moluques (peut-être jusqu'en Australie orientale, 20-300 m)
- Asthenosoma intermedium H.L. Clark, 1938 -- Australie nord-est (0-72 m)
- Asthenosoma marisrubri Weinberg & de Ridder, 1998 -- Mer Rouge
- Asthenosoma periculosum Endean, 1964 -- Queensland (85 m)
- †Asthenosoma striatissimum Ravn, 1928
- Asthenosoma varium Grube, 1868 -- Indo-Pacifique (« oursin de feu », 0-167 m).

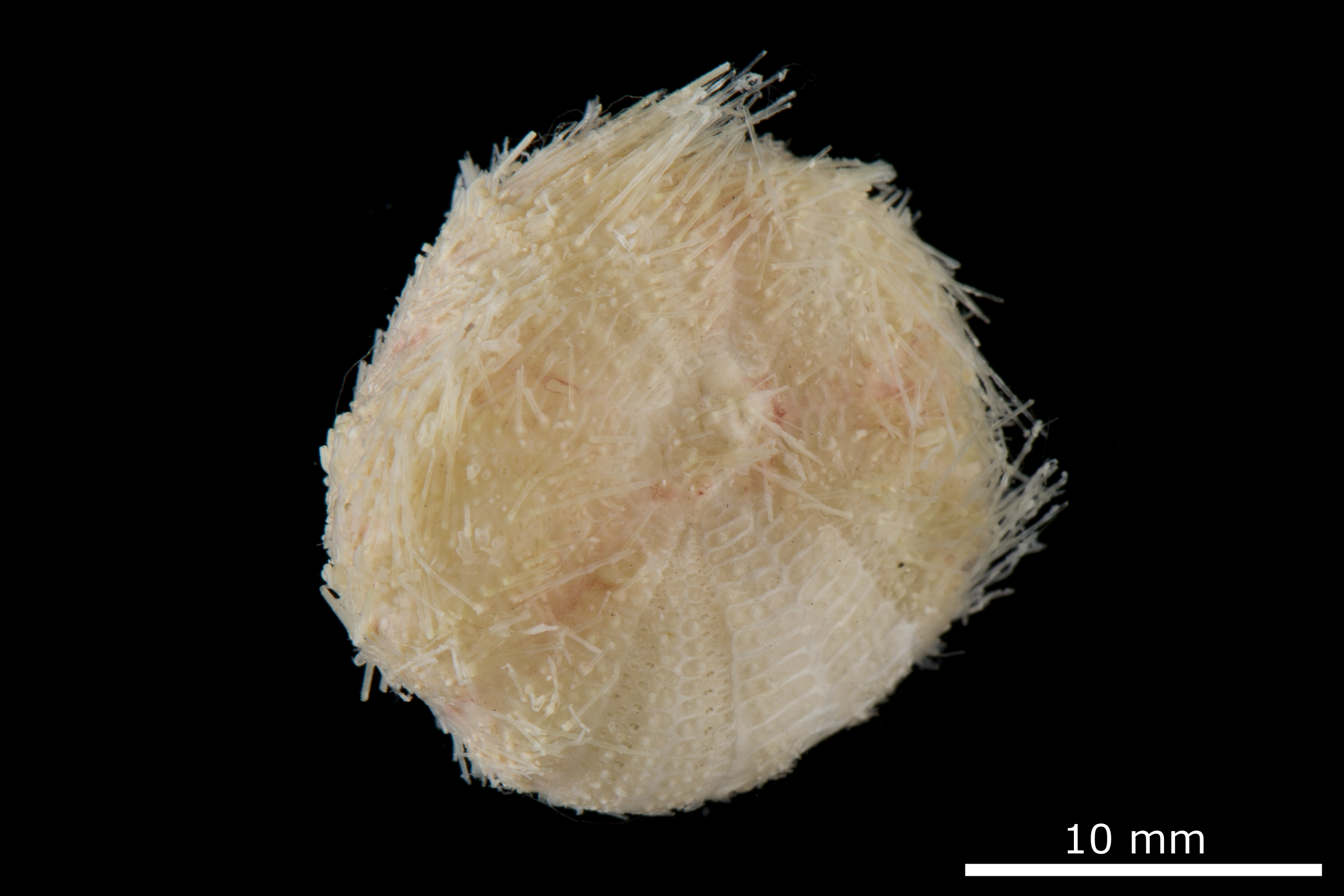
Asthenosoma dilatatum.
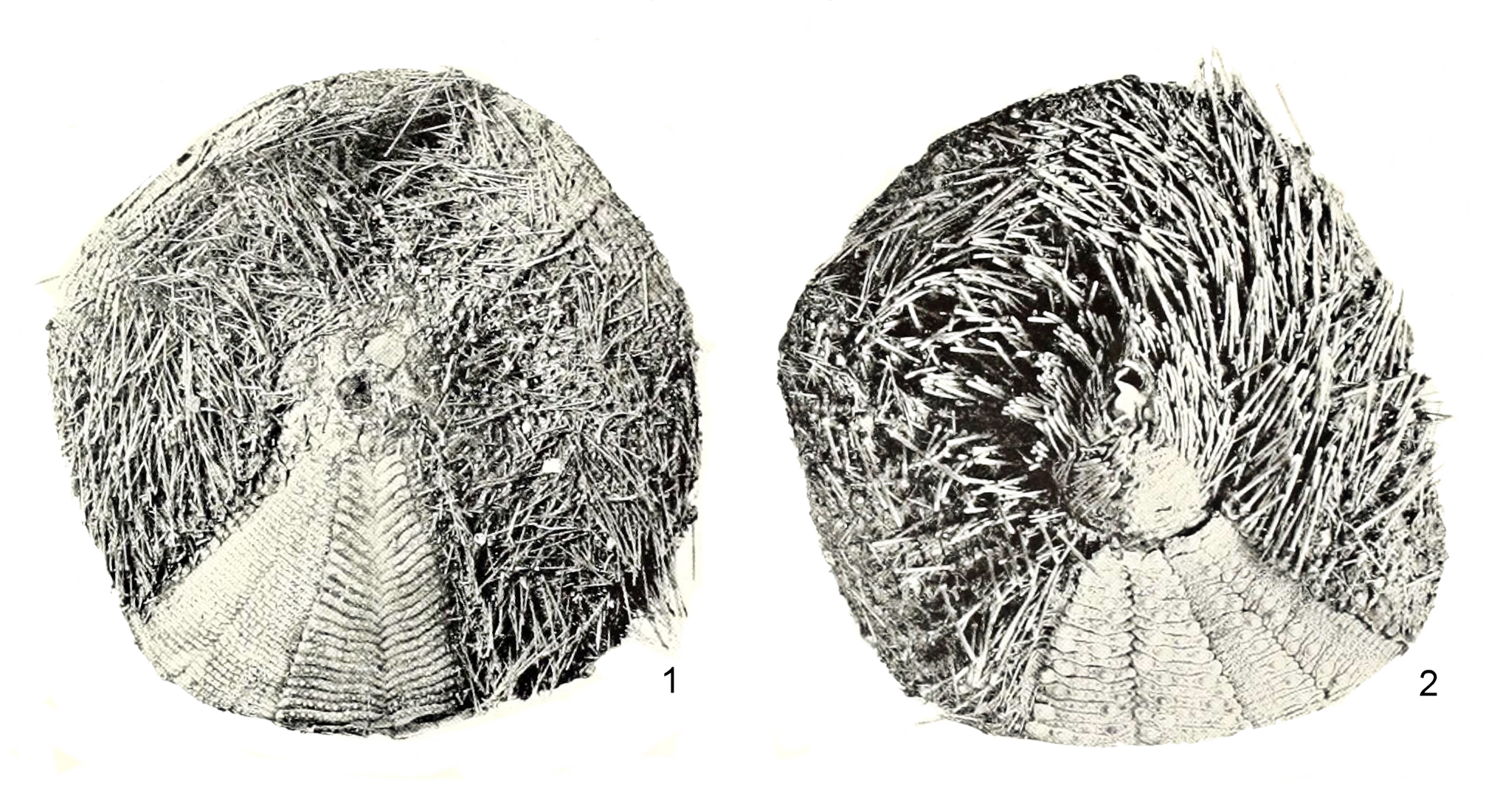
Asthenosoma intermedium.
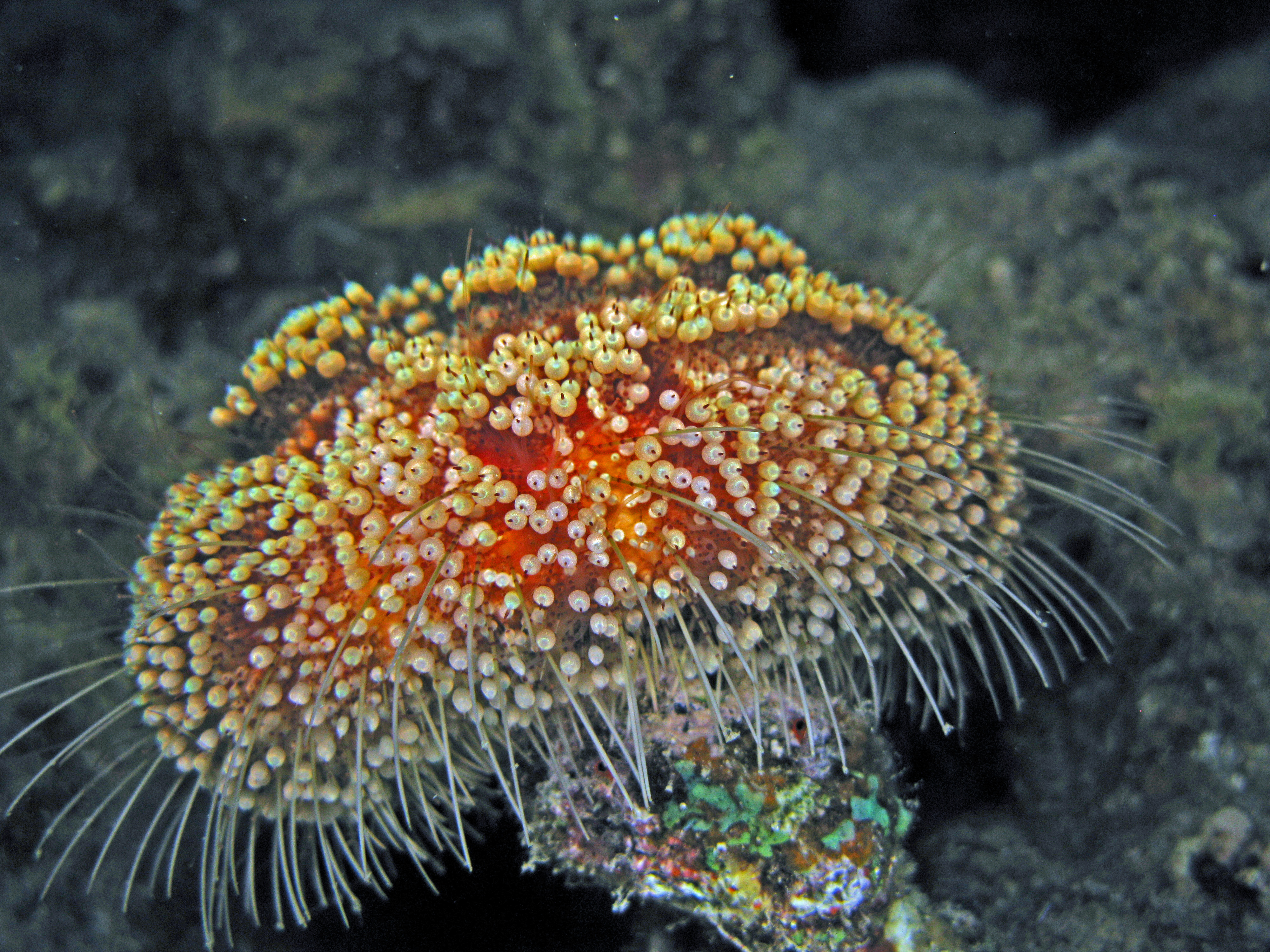
Asthenosoma marisrubri.
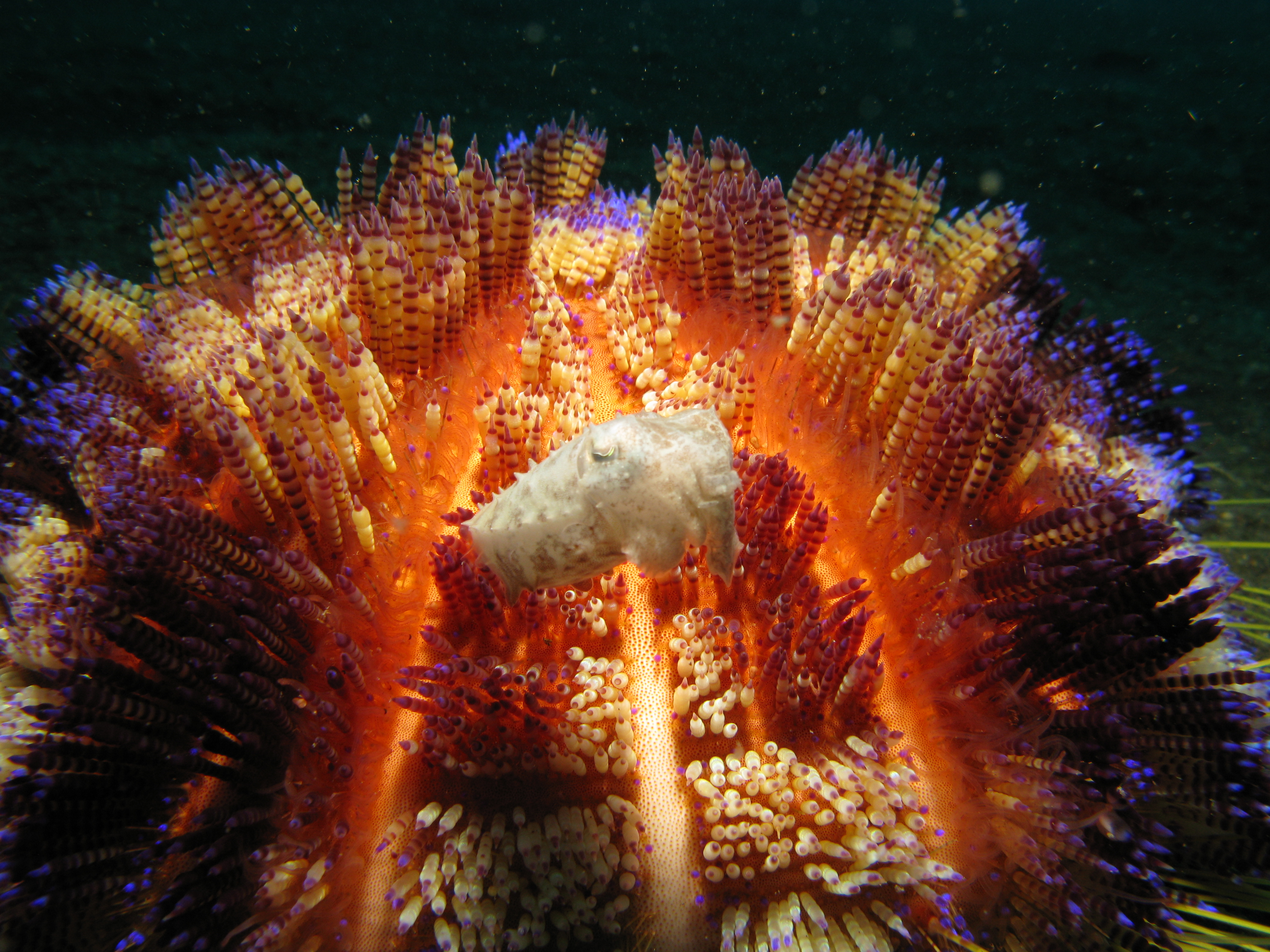
Asthenosoma varium.

## Écologie et comportement

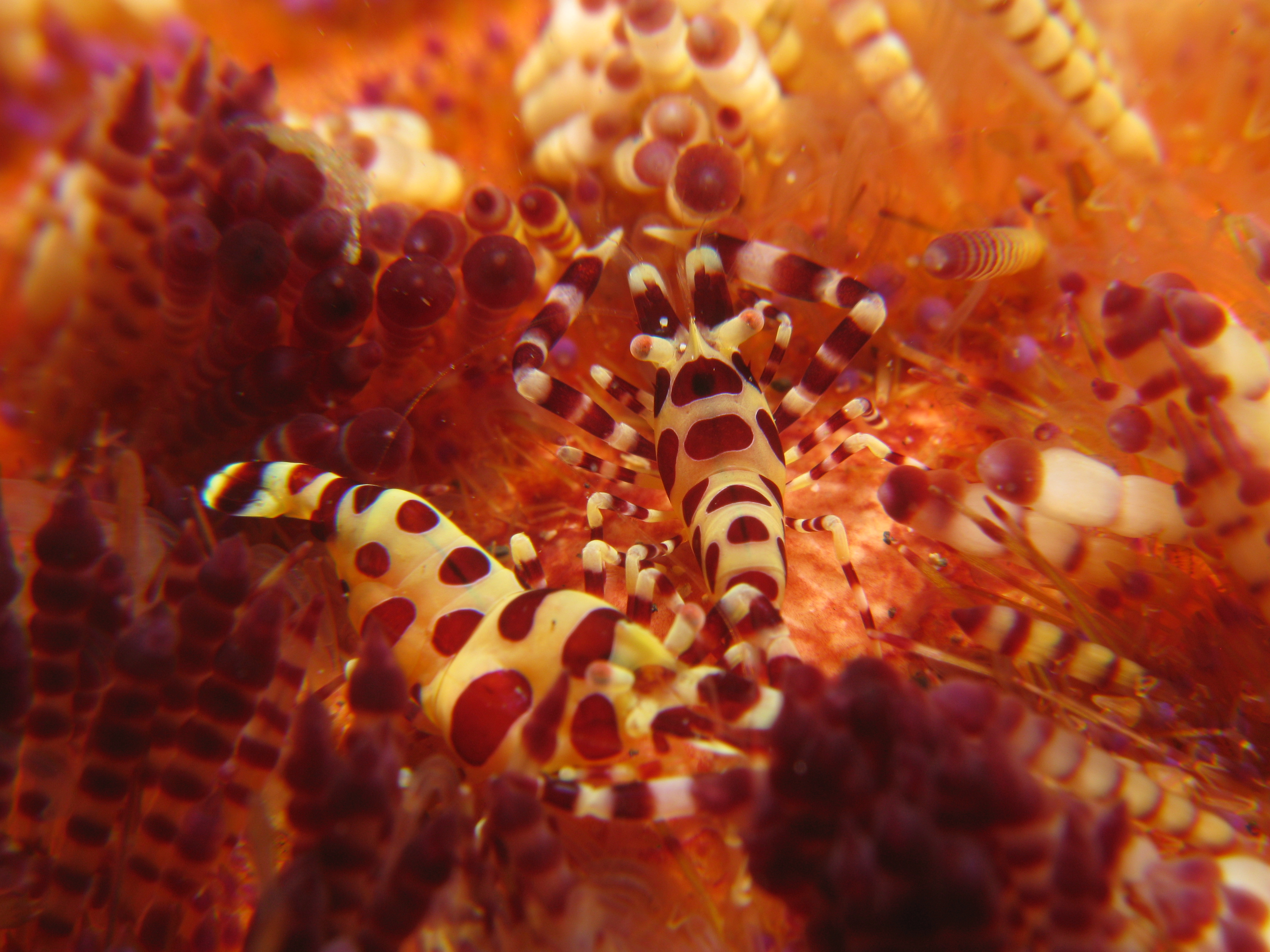
Des crevettes symbiotiques entre les piquants d'un oursin de feu.

La reproduction est gonochorique, et mâles et femelles relâchent leurs gamètes en même temps en pleine eau, où œufs puis larves vont évoluer parmi le plancton pendant quelques semaines avant de se fixer.
Certains invertébrés peuvent vivre en symbiose ou en commensalisme avec ces oursins, comme les crevettes Periclimenes colemani ou le crabe-zèbre Zebrida adamsii, qui nettoient l'oursin en échange de l'excellent protection offerte par ses épines venimeuses.

## Asthenosomaet l'Homme
Ces oursins magnifiques sont très prisés des photographes sous-marins, mais ils ne doivent pas être manipulés car leur venin est très puissant.

## Classification
Le nom valide complet (avec auteur) de ce taxon est Asthenosoma Grube, 1868,.
Asthenosoma a pour synonyme :
- Cyanosoma Sarasin & Sarasin, 1886

## Publication originale
- (de) A. E. Grube, « Asthenosoma varium », Jahresbericht der Schlesischen Gesellschaft für Vaterländische Cultur, Allemagne, vol. 45,‎ 1868, p. 42-44 (lire en ligne, consulté le 2 janvier 2024).